# Myggesang
"Myggesang" er et dansk digt af Ivan Malinowski udgivet i samlingen Galgenfrist i 1958. 
Malinowski var modernist og præget af den kolde krigs angst og undergangsstemning. Digtet kan siges at være opdelt i to dele adskilt af kolonnet næsten i midten, hvor første halvdel beskriver en tilstand hos subjektet i en sommernat ved vandet, mens anden halvdel beskriver en aktivitet, hvor subjektet i lighed med den gennemgående fugl bryder ud af tilstanden.
Digtet er uden strofeopdeling, men der er et mønster i de ti linjer, idet de er opdelt i grupper på følgende måde: 1-1-2-2-2-1-1, og linjerne spejles på midten mellem linje 5 og 6. Grafisk anvendes der kun små bogstaver, og der er kun ét skilletegn, kolonnet, der findes mod slutningen af linje 5 og dermed er med til at antyde symmetrien og de to betydningsmæssige dele. Et andet grafisk element er linjernes længder, der begynder og slutter med korte linjer og derfor giver en bue langs højre side. Der anvendes rimagtige konstruktioner som "drøm/skum" og "væg/næb".
"Myggesang" er medtaget i lyrikantologien i Kulturkanonen fra 2006.